# Paul Reinecke
Paul Reinecke (1872-1958) fue arqueólogo alemán. Fue estudiante de Rudolf Virchow y estudió arqueología en virtud de Adolf Furtwängler. 
Excavó en sitios en el sur de Alemania y Austria, como Hallstatt, y es más conocido por su cronología de la Edad de Bronce, en especial la transición a la Edad de Hierro. Hasta su muerte en 1958, trabajó con casi todos los períodos de la prehistoria europea y la historia temprana.

## Algunas publicaciones
- Brandgräber vom Beginn der Hallstattzeit aus den östlichen Alpenländern und die Chronologie des Grabfeldes von Hallstatt. In: Mitteilungen der Anthropologischen Gesellschaft Wien 30, 1900, p. 44 ff.

- Beiträge zur Kenntnis der frühen Bronzezeit Mitteleuropas. In: Mitteilungen der Anthropologischen Gesellschaft Wien 32, 1902, p. 104 ff.

- Zur Kenntnis der Latène-Denkmäler der Zone nordwärts der Alpen. In: Festschrift RGZM (1902) p. 53-109.

- Unsere Reihengräber der Merowingerzeit nach ihrer geschichtlichen Bedeutung. Bayerische Vorgeschichtsblätter 5, 1925, p. 54-64.

- Zur Frage "Reihengräber und Friedhöfe der Kirchen". Germania 14, 1930, 175-177.

- Spätkeltische Oppida im rechtsrheinischen Bayern. Bayerischer Vorgeschichtsfreund 9, 1930, p. 29-52.

- Bodendenkmale spätkeltischer Eisengewinnung an der untersten Altmühl (Múnich, 1934/35).

- Mainzer Aufsätze zur Chronologie der Bronze- und Eisenzeit (Bonn 1965) (se vuelve a imprimir como 'Alterthümern unserer heidnischen Vorzeit V')

## Literatura
- Gustav Behrens, Joachim Werner (eds.) Reinecke-Festschrift zum 75. Geburtstag von Paul Reinecke am 25. September 1947. E. Schneider, Mainz 1950.

- Rolf Hachmann (ed.) Studien zum Kulturbegriff in der Vor- und Frühgeschichtsforschung (= Saarbrücker Beiträge zur Altertumskunde. v. 48). Habelt, Bonn 1987, ISBN 3-7749-2263-2, p. 57–72.

- Werner Krämer. Paul Reinecke. En: Archäologie in Deutschland Heft 4, 1985, ISSN 0176-8522, p. 5, p. 23.